# Niša Saveljić
Niša Saveljić (szerbül: Ниша Савељић, Titograd, 1970. március 27. –) montenegrói válogatott labdarúgó.
A jugoszláv válogatott tagjaként részt vett az 1998-as világbajnokságon és a 2000-es Európa-bajnokságon.

## Sikerei, díjai
FK Partizan
- Jugoszláv bajnok (2): 1995–96, 1996–97